# ナショナルホッケーリーグ
ナショナルホッケーリーグ（英語: National Hockey League、略称：NHL、フランス語: Ligue nationale de hockey、略称：LNH）は、北アメリカのプロアイスホッケーリーグである。北米4大プロスポーツリーグに含まれている。

## リーグの概要
所属チームは現在、アメリカ合衆国25、カナダ7の計32チームあり、イースタン、ウエスタンの2つのカンファレンスにイースタン16、ウェスタン16に振り分け、更に各カンファレンスはそれぞれ2ディビジョンに分かれている。
レギュラーシーズンは10月初旬から翌年4月上旬にかけて各チームにつき82試合（ホーム41試合、アウェイ41試合）が行われる。試合は、同ディビジョンのチームとは各4試合（計28試合）、同カンファレンス他ディビジョンのチームとは6チームと各3試合、残り2チームと各2試合（計22試合）、他カンファレンスのチームとは各2試合（計32試合）を行う。NFLやMLBなど他のアメリカのプロスポーツリーグと同じく、ディビジョン間、カンファレンス間の交流試合もある。
試合時間は20分×3ピリオドの計60分。60分終了で同点の場合は5分間の延長戦（サドンデス=ゴールデンゴール（Vゴール）方式）を行うが、この場合フィールドプレーヤーは各チーム1人ずつ減って4人同士となる。2005-2006シーズンからは、延長戦の引分けがなくなり、代わりにシュートアウト（shootout）方式（別称に「ゲームウィニングショット合戦（GSW）」）が導入された。このシュートアウトでは各チーム3人の選手が1人ずつ相手ゴーリーに1対1で対峙しフリーショットの成功数を競う（3人までで同点の場合はサドンデス方式で他の選手がフリーショットに登場する）。試合の結果、勝ちチーム（延長戦及びシュートアウト含む）に勝ち点2、60分での負け0、延長戦及びシュートアウトの負けに1が与えられる。
各ディビジョンの上位3チームに加え、それらを除いたカンファレンス内の上位2チームがワイルドカード枠としてプレーオフに進出する。プレーオフ1回戦は、カンファレンスごとに2つの別々のブラケットに分かれ、各ブラケットは、各ディビジョンの上位3チームとワイルドカードの1チームで構成される。下位シードのワイルドカードは、カンファレンス1位のディビジョン優勝チームと対戦し、もう1つのワイルドカードは他のディビジョン優勝チームと対戦する。他は各ディビジョンの2位と3位のチームが対戦する。それぞれ7戦4勝制で試合を行い、上位チームは通常ホームゲーム・アドバンテージとしてそれぞれの試合の1、2、5、7戦の主催権利を持つ（相手チームは3、4、6戦。4勝して次のステップを勝ち上がる場合もホームゲーム・アドバンテージは同じ。例外として上位チームが1、2、6、7戦の主催権利を持つ場合もあるが極めて希）。プレーオフでは引き分け無しの完全決着で、同点の場合は15分の休憩後、20分の延長戦を勝敗が決するまで繰り返し行う。両カンファレンスの優勝チームによってNHLの頂点を決める「スタンレー・カップ・ファイナル」がおこなわれる。
加盟国の一つであるカナダでは最も人気のあるプロスポーツリーグであり、リーグの4割以上をカナダ人選手が占めている。一方、アメリカではNHLの人気は低迷しており、アメリカンフットボールのNFL、バスケットボールのNBA、野球のメジャーリーグベースボール（MLB） などに次ぐ4大プロスポーツの一つとして数える事に対して賛否がある。アメリカのギャラップが2024年に発表した世論調査によると、アイスホッケーの人気はサッカーに抜かれ5位まで順位を下げている。2023年のスタンレー・カップ・ファイナルの全米視聴率も最高1％台に留まっており、サッカーやNASCAR、ゴルフ、テニス、WWEなどより低い水準に甘んじている。

## 歴史

### 創設期、NHAからNHLへ
NHLは、先行して存在した（カナダの）ナショナル・ホッケー・アソシエーション (National Hockey Association、略称：NHA) における幾度とない論争の後、1917年に設立された。この論争の目玉となったのは、トロント・ブルーシャツのオーナー、エディー・リビングストン（エドワード・J・リビングストン）であった。彼は同じNHAのオーナー仲間から、「不公平な有利さをもたらすと思われるリーグ規則を作るよう働きかけ、その抜け穴を利己的に利用するよう誘導している」と常々非難されていた。 
ブルーシャツが有力選手を引き抜かれたため、リビングストンは自己がトロントに所有していた2チーム (オンタリオズとブルーシャツ) を合併させたが、特にこのことが他チームのオーナーの怒りの火に油を注ぐこととなった。また、リビングストンは他チームの選手に「試合に出ないこと」を条件とする契約を提示したり、モントリオール・ワンダラーズがブルーシャツの有力2選手の引き抜きにかかったときにはワンダラーズをリーグから追放するキャンペーンを張った。
このような他のオーナーとのいざこざの中で、リビングストンは繰り返しアメリカで、既存リーグと対抗するリーグを始めるとの威嚇を行った。
1916年 - 1917年のシーズンにおいては、NHAは次の6チームから構成されていた。
- NHA構成チーム
  - モントリオール・カナディアンズ (Montreal Canadiens)
  - モントリオール・ワンダラーズ (Montreal Wanderers)
  - オタワ・セネターズ (Ottawa Senators)
  - ケベック・ブルドッグス (Quebec Bulldogs)
  - トロント・ブルーシャツ (Toronto Blueshirts)
  - トロント駐留陸軍第228歩兵大隊 (an army team from the Toronto-based 228th Battalion)

1917年2月10日、当時最も人気が高かった陸軍第228歩兵大隊が、第一次世界大戦により召集を受けた。翌日の2月11日に、残る5チームのオーナー達は、リーグの将来について検討するためモントリオールに会同した。リビングストンは病のため参加できなかったが、他のオーナー達が彼とブルーシャツをNHAから事実上追放する道を選んだことを知ると驚きを隠せなかった。
リビングストンはNHA会長を辞しフランク・ロビンソンと連携関係を結んでから、自らリーグの会合には出席せず弁護士に利権を代弁させるようになった。1917年9月29日に招集されたオーナー会議では、他のオーナー達は5日以内にブルーシャツを売却するようリビングストンに迫った。
このためリビングストンは、トロント・アリーナ・ガーデンズがブルーシャツの日常業務を執行するという、実質的にはNHAを存続させるためにはリビングストンの権限を復活させる旨の条件を提示して交渉に臨んだ。これに呼応する形でNHAの他のオーナー達は、1917年11月26日にモントリオールのウインザーホテルにて会同し、既存のカナディアンズ、ワンダラーズ、セネターズ及びブルドッグスに新たにトロント・アリーナズを加えた各チームを創立メンバーとして、ナショナルホッケーリーグ（NHL）を誕生させた。
- NHL発足時の構成チーム
  - モントリオール・カナディアンズ
  - トロント・アリーナズ
  - オタワ・セネターズ
  - モントリオール・ワンダラーズ
  - ケベック・ブルドッグス

1918年のリーグ発足年度において、NHLはブルドッグスの一時的なチーム閉鎖などに見舞われる前途多難なスタートを切った（なお、ブルドッグスは4年目から本拠地をハミルトンに移転した）。また同年1月2日に、ワンダラーズ及びカナディアンズの本拠地であるモントリオールのウェストマウント・アリーナが火災で焼失した。ワンダラーズはカナダにおける初期プロホッケーチームのなかでも最も歴史あるチームだったが、当時既に人気に陰りを見せ始め、火災の発生によりチームは解散、その歴史に幕を閉じた。
ブルドッグスとワンダラーズの不在によって、NHLは発足年の第2ハーフ及び2年目を残り3チームで運営した。リビングストンはリーグから締め出されたものの、彼がNHAに対して提案した通常シーズンの分割案は新リーグにおいて採用され、プレイオフ制度としてまとめられた。NHLのスタンレー・カップ（当時はカナダでのホッケーチャンピオンに与えられる賞）の初代優勝チーム（1893年シーズン）はトロント・アリーナズであった。
しかしながら、気性の激しいリビングストンは、アリーナズから上がった収益の分け前に与ろうとして失敗に終わると、チームとNHLを訴えた。この紛争は1930年代までだらだらと続き、結局アリーナズはトロント・メープルリーフスと改名するに至った。リビングストンとNHLの生成の歴史を振り返ってみると、いささかの皮肉がある。カナディアンズオーナーのジョージ・ケネディの弁を借りれば、リーグの他のオーナー達を排除することに熱心だった男が、実は「NHLを真のリーグとする」ことに貢献したも等しかったのである。
発足後10年間、リーグ自体は事業を軌道に乗せるのに四苦八苦していた一方で、氷上ではNHLの各チームはかなりの成功を収めており、スタンレー・カップにおいては最初の9年間で7度の優勝を達成している（なお、1919年は、シアトルで猛威を振るったスペイン風邪によりシーズンが中止）。
1926年頃より、NHLの選手の平均年俸が他のカナダのリーグと比較して著しく高騰したために、NHL加盟チームのみがスタンレー・カップに出場することになった。また、NHLはアメリカ合衆国へも拡大をみせ、1926年から1931年までにチーム数が10まで増加した。ところが、1929年の世界恐慌によりNHLは大きな痛手を被ることになった。例えば、ピッツバーグ・パイレーツやニューヨーク・アメリカンズなどのチームが現れては消滅し、伝統のあるオタワ・セネターズでさえも財政的困窮によりチーム閉鎖を余儀なくされた。

### 第二次世界大戦中、オリジナル・シックス時代
このような成り行きに追い討ちをかけるかのように第二次世界大戦の勃発によって、発足25周年を迎える1942年にはNHLのチーム数は6チームまでに減少した。なお、このときの6チームは、後に「オリジナル・シックス」と呼ばれるようになった。なお、オリジナル・シックスという文言から、NHL創設時からの構成チームを想像するがこれは誤解である。次のチームがこれに該当する。
- オリジナル・シックス
  - モントリオール・カナディアンズ
  - トロント・メープルリーフス
  - デトロイト・レッドウィングス
  - ボストン・ブルーインズ
  - ニューヨーク・レンジャース
  - シカゴ・ブラックホークス

### 大戦後、エクスパンション・シックスの加入
第二次世界大戦による選手不足から、多くの選手がプロホッケーチームでプレーする機会が与えられたが、終戦後は多くの選手がマイナーリーグへと追いやられるに至った。とりわけアメリカ合衆国及びカナダの西部地区のマイナーリーグは、ややもするとスタンレー・カップの覇者をも破る実力を持った強豪チームを擁していた。このようなリーグをメジャーリーグへと格上げしスタンレー・カップへの進出を目論んで台頭しつつあったウエスタン・ホッケーリーグ (Western Hockey League) に触発される形で、NHLは1967年、1942年来続いたオリジナル・シックスによるリーグ編成を拡大させることとなった。こうして新たに6チーム (エクスパンション・シックスと呼ばれる)がNHLに加盟した。エクスパンション・シックスには、次のチームがこれに該当する。
- エクスパンション・シックス
  - ミネソタ・ノーススターズ
  - カリフォルニア・シールズ
  - ロサンゼルス・キングス
  - フィラデルフィア・フライヤーズ
  - ピッツバーグ・ペンギンズ
  - セントルイス・ブルース

### WHAの盛衰とNHLの拡張路線
1972年にはWHA（ワールドホッケーアソシエーション）というリーグが発足した。このリーグはスタンレー・カップには臨まないこととされていたが、NHLの有力なライバルリーグとなるかどうかについては懐疑的な見方をされていた。しかしながら、才能ある選手層が各チームで希薄化するという現象は、プレーの質全体に悪影響をもたらした。さらに、ソビエト連邦・スタイルのホッケーが支配的になってくると、NHLやWHAに属するカナダ選手の多くが相対的に能力に劣るといった、ソビエト・スタイルホッケーとの純然たる違いが明らかになった。
1979年にWHAが解散するまで、NHLとWHAは選手やファンに対するサービスを巡って互いにしのぎを削った。そしてWHA解散後は、4チームがNHLに新規加入した。NHLは続く20年間においても拡張路線を歩むこととなり、2017年には31チームを数えるに至る。
なお、1967年に6チームが加入したいわゆる「ファースト・エクスパンション」以降のNHLのエクスパンションを時系列に整理すると次の通りとなる。
- 1970年 - バッファロー・セイバーズ、バンクーバー・カナックス加入
- 1972年 - アトランタ・フレームス(現カルガリー・フレームス)、ニューヨーク・アイランダース加入
- 1974年 - カンザスシティ・スカウツ（現ニュージャージー・デビルス）、ワシントン・キャピタルズ加入
- 1979年 - エドモントン・オイラーズ、ハートフォード・ホエーラーズ(現カロライナ・ハリケーンズ)、ケベック・ノルディクス(現コロラド・アバランチ)、ウィニペグ・ジェッツ（後のアリゾナ・コヨーテズ）加入（WHAからの移籍）
- 1991年 - サンノゼ・シャークス加入
- 1992年 - オタワ・セネターズ、タンパベイ・ライトニング加入
- 1993年 - マイティーダックス・オブ・アナハイム(現アナハイム・ダックス)、フロリダ・パンサーズ加入
- 1998年 - ナッシュビル・プレデターズ加入
- 1999年 - アトランタ・スラッシャーズ(現ウィニペグ・ジェッツ)加入
- 2000年 - コロンバス・ブルージャケッツ、ミネソタ・ワイルド加入
- 2017年 - ベガス・ゴールデンナイツ加入
- 2021年 - シアトル・クラーケン加入
- 2024年 - アリゾナ・コヨーテズ消滅、ユタ・ホッケークラブ（現ユタ・マンモス）加入

1979年シーズンよりウェイン・グレツキーはエドモントン・オイラーズでプレイし、1984年、1985年、1987年、1988年にオイラーズをスタンレー・カップ優勝に導いた。その後ロサンゼルス・キングスにトレードされアメリカでのホッケー人気復活に貢献した。

### 年俸高騰と労使対立
NHLの興隆とともに、スター選手たちの年俸はうなぎのぼりに高騰を続けた。契約を巡っては、経営陣と選手との軋轢が高まったこともあり、NHL史上で次の4度のストライキ又はロックアウトがあった（2013年12月現在）。
1. 1992-1993シーズン : 1992年4月NHL選手会 (NHLPA) のストライキが10日間続いた。（シーズン終了までの予定で始まったが、影響するゲームの日程を再調整しすぐに解決した。）
2. 1994-1995シーズン : シーズン開幕からのロックアウトは3カ月間に及び、試合数を84から48へと減らすことを余儀なくされた。また、このロックアウトで短くなったシーズンでは、各チームはカンファレンス内での試合しか行わなかった。
3. 2004-2005シーズン: 概要は次のとおり。
  - 経営者側が年俸総額の上限を設定する「サラリーキャップ」と呼ばれる年俸システムの採用を巡って選手会側と対立。開幕1ヶ月前の2004年9月16日（現地時間）から会場や練習場などの各施設を封鎖する「ロックアウト」という処置を取り、本来のシーズン開幕期間も試合が行われない非常事態となった。欧州リーグなどに流れた選手もいた。
  - 本来のシーズン後半である2月15日になって選手会はサラリーキャップの導入を容認し上限4900万ドルと提案したが、経営者側の提案であった上限4250万ドルとの差を埋めることができず、2005年2月16日（現地）当シーズンの公式戦全試合（リーグ戦、スタンレー・カップを含む1230試合）を取りやめにすることを発表した。
  - これまで北米4大スポーツリーグで、シーズン途中での公式戦中断・打ち切りがあったが、全試合が中止になるケースは今回のNHLが初めてのことだった。
4. 2012-13シーズン。

## 加盟チーム
- 2024-25シーズン以降

| 地区                          | チーム                                                   | 創設年                     | 加盟年                     | 本拠地                                                                  |                            |                            |                            |                            |
| イースタン・カンファレンス    | イースタン・カンファレンス                               | イースタン・カンファレンス | イースタン・カンファレンス | イースタン・カンファレンス                                              | イースタン・カンファレンス | イースタン・カンファレンス | イースタン・カンファレンス | イースタン・カンファレンス |
| ----------------------------- | -------------------------------------------------------- | -------------------------- | -------------------------- | ----------------------------------------------------------------------- | -------------------------- | -------------------------- | -------------------------- | -------------------------- |
| アトランティック ディビジョン | ボストン・ブルーインズ Boston Bruins (BOS)               | 1924年                     | 1924年                     | マサチューセッツ州ボストン TDガーデン                                   |                            |                            |                            |                            |
| アトランティック ディビジョン | バッファロー・セイバーズ Buffalo Sabres (BUF)            | 1970年                     | 1970年                     | ニューヨーク州バッファロー キーバンク・センター                         |                            |                            |                            |                            |
| アトランティック ディビジョン | デトロイト・レッドウィングス Detroit Red Wings (DET)     | 1926年                     | 1926年                     | ミシガン州デトロイト リトル・シーザーズ・アリーナ                       |                            |                            |                            |                            |
| アトランティック ディビジョン | フロリダ・パンサーズ Florida Panthers (FLA)              | 1993年                     | 1993年                     | フロリダ州サンライズ アメラントバンク・アリーナ                         |                            |                            |                            |                            |
| アトランティック ディビジョン | モントリオール・カナディアンズ Montreal Canadiens (MTL)  | 1909年                     | 1917年                     | ケベック州モントリオール ベル・センター                                 |                            |                            |                            |                            |
| アトランティック ディビジョン | オタワ・セネターズ Ottawa Senators (OTT)                 | 1992年                     | 1992年                     | オンタリオ州オタワ カナディアン・タイヤ・センター                       |                            |                            |                            |                            |
| アトランティック ディビジョン | タンパベイ・ライトニング Tampa Bay Lightning (TBL)       | 1992年                     | 1992年                     | フロリダ州タンパ アマリー・アリーナ                                     |                            |                            |                            |                            |
| アトランティック ディビジョン | トロント・メープルリーフス Toronto Maple Leafs (TOR)     | 1917年                     | 1917年                     | オンタリオ州トロント スコシアバンク・アリーナ                           |                            |                            |                            |                            |
| メトロポリタン ディビジョン   | カロライナ・ハリケーンズ Carolina Hurricanes (CAR)       | 1972年                     | 1979年                     | ノースカロライナ州ローリー PNCアリーナ                                  |                            |                            |                            |                            |
| メトロポリタン ディビジョン   | コロンバス・ブルージャケッツ Columbus Blue Jackets (CBJ) | 2000年                     | 2000年                     | オハイオ州コロンバス ネイションワイド・アリーナ                         |                            |                            |                            |                            |
| メトロポリタン ディビジョン   | ニュージャージー・デビルス New Jersey Devils (NJD)       | 1974年                     | 1974年                     | ニュージャージー州ニューアーク プルデンシャル・センター                 |                            |                            |                            |                            |
| メトロポリタン ディビジョン   | ニューヨーク・アイランダース New York Islanders (NYI)    | 1972年                     | 1972年                     | ニューヨーク州エルモント UBSアリーナ                                    |                            |                            |                            |                            |
| メトロポリタン ディビジョン   | ニューヨーク・レンジャース New York Rangers (NYR)        | 1926年                     | 1926年                     | ニューヨーク州ニューヨーク・マンハッタン マディソン・スクエア・ガーデン |                            |                            |                            |                            |
| メトロポリタン ディビジョン   | フィラデルフィア・フライヤーズ Philadelphia Flyers (PHI) | 1967年                     | 1967年                     | ペンシルベニア州フィラデルフィア ウェルズ・ファーゴ・センター           |                            |                            |                            |                            |
| メトロポリタン ディビジョン   | ピッツバーグ・ペンギンズ Pittsburgh Penguins (PIT)       | 1967年                     | 1967年                     | ペンシルベニア州ピッツバーグ PPGペインツ・アリーナ                      |                            |                            |                            |                            |
| メトロポリタン ディビジョン   | ワシントン・キャピタルズ Washington Capitals (WSH)       | 1974年                     | 1974年                     | ワシントンD.C. キャピタル・ワン・アリーナ                               |                            |                            |                            |                            |
| ウェスタン・カンファレンス    |                                                          |                            |                            |                                                                         |                            |                            |                            |                            |
| パシフィック ディビジョン     | アナハイム・ダックス Anaheim Ducks (ANA)                 | 1993年                     | 1993年                     | カリフォルニア州アナハイム ホンダ・センター                             |                            |                            |                            |                            |
| パシフィック ディビジョン     | カルガリー・フレームス Calgary Flames (CGY)              | 1972年                     | 1972年                     | アルバータ州カルガリー スコシアバンク・サドルドーム                     |                            |                            |                            |                            |
| パシフィック ディビジョン     | エドモントン・オイラーズ Edmonton Oilers (EDM)           | 1972年                     | 1979年                     | アルバータ州エドモントン ロジャーズ・プレイス                           |                            |                            |                            |                            |
| パシフィック ディビジョン     | ロサンゼルス・キングス Los Angeles Kings (LAK)           | 1967年                     | 1967年                     | カリフォルニア州ロサンゼルス クリプト・ドットコム・アリーナ             |                            |                            |                            |                            |
| パシフィック ディビジョン     | シアトル・クラーケン Seattle Kraken (SEA)                | 2021年                     | 2021年                     | ワシントン州シアトル クライメット・プレッジ・アリーナ                   |                            |                            |                            |                            |
| パシフィック ディビジョン     | サンノゼ・シャークス San Jose Sharks (SJS)               | 1991年                     | 1991年                     | カリフォルニア州サンノゼ SAPセンター                                    |                            |                            |                            |                            |
| パシフィック ディビジョン     | バンクーバー・カナックス Vancouver Canucks (VAN)         | 1970年                     | 1970年                     | ブリティッシュコロンビア州バンクーバー ロジャース・アリーナ             |                            |                            |                            |                            |
| パシフィック ディビジョン     | ベガス・ゴールデンナイツ Vegas Golden Knights (VGK)      | 2017年                     | 2017年                     | ネバダ州パラダイス T-モバイル・アリーナ                                 |                            |                            |                            |                            |
| セントラル ディビジョン       | シカゴ・ブラックホークス Chicago Blackhawks (CHI)        | 1926年                     | 1926年                     | イリノイ州シカゴ ユナイテッド・センター                                 |                            |                            |                            |                            |
| セントラル ディビジョン       | コロラド・アバランチ Colorado Avalanche (COL)            | 1972年                     | 1979年                     | コロラド州デンバー ボール・アリーナ                                     |                            |                            |                            |                            |
| セントラル ディビジョン       | ダラス・スターズ Dallas Stars (DAL)                      | 1967年                     | 1967年                     | テキサス州ダラス アメリカン・エアラインズ・センター                     |                            |                            |                            |                            |
| セントラル ディビジョン       | ミネソタ・ワイルド Minnesota Wild (MIN)                  | 2000年                     | 2000年                     | ミネソタ州セントポール エクセル・エナジー・センター                     |                            |                            |                            |                            |
| セントラル ディビジョン       | ナッシュビル・プレデターズ Nashville Predators (NSH)     | 1998年                     | 1998年                     | テネシー州ナッシュビル ブリヂストン・アリーナ                           |                            |                            |                            |                            |
| セントラル ディビジョン       | セントルイス・ブルース St. Louis Blues (STL)             | 1967年                     | 1967年                     | ミズーリ州セントルイス エンタープライズ・センター                       |                            |                            |                            |                            |
| セントラル ディビジョン       | ユタ・マンモス Utah Mammoth(UTA)                         | 2024年                     | 2024年                     | ユタ州ソルトレイクシティ デルタ・センター                               |                            |                            |                            |                            |
| セントラル ディビジョン       | ウィニペグ・ジェッツ Winnipeg Jets (WPG)                 | 1999年                     | 1999年                     | マニトバ州ウィニペグ カナダライフ・センター                             |                            |                            |                            |                            |

### カンファレンス及び地区の変遷
チーム数の増減、プロホッケー界全体のうねりを受けて、NHL のリーグ構造はたびたび変更されている。 
- 1917-1918から1925-1926
  - 6チームからなるNHLが発足。所属チームが少ないため区分がなかった。
- 1926-1927から1937-1938
  - カナディアン地区とアメリカン地区 に2区分された。
- 1938-1939から1966-1967
  - モントリオール・マルーンズのチーム閉鎖により再び区分がなくなった。
- 1967-1968から1973-1974
  - リーグ拡張によりイースト・ディビジョン（東部地区）とウエスト・ディビジョン（西部地区）の2つに区分された。
- 1974-1975から1992-1993
  - リーグ再拡張により新たにカンファレンス制を導入し、プリンス・オブ・ウェールズカンファレンス (Prince of Wales Conference) はアダムス地区 (Adams Division) とノリス地区 (Norris Division) に区分し、クラレンス・キャンベルカンファレンス (Clarence Campbell Conference) はパトリック地区 (Patric Division) とスマイス地区 (Smyth Division) に区分した。この間、1979-1980及び1980-1981は、WHA 解散の影響もあって地区とは無関係にポイント上位16チームにプレイオフ進出権が与えられた。
- 1993-1994から1997-1998
  - カンファレンス名、地区名が改められ、プリンス・オブ・ウェールズはイースタン・カンファレンス と、所属のアダムス地区とノリス地区は、それぞれノースイースト地区（北東地区） 、アトランティック地区（大西洋地区） と改められた。同様にクラレンス・キャンベルはウエスタン・カンファレンスと、所属のパトリック地区とスマイス地区は、それぞれセントラル地区（中部地区） 、パシフィック地区（太平洋地区） と改められた。
- 1998-1999から2012-2013
  - リーグの拡張により、イースタン・カンファレンスは北東地区、大西洋地区に新たに南東地区 (Southeast Division) を加えて3区分され、ウェスタン・カンファレンスも同様に中部地区、太平洋地区に新たに北西地区 (Northwest Division) を加えて3区分された。
- 2013-2014から2016-2017
  - 地区割りが4区分に変更され、イースタン・カンファレンスが大西洋地区(Atlantic Division)、大都市圏地区(Metropolitan Division)、ウェスタン・カンファレンスが中部地区(Central Division)、太平洋地区(Pacific Division)と改められた。これに伴い、ウィニペグ・ジェッツがイースタン・カンファレンスからウェスタン・カンファレンスに移動、コロンバス・ブルージャケッツ、デトロイト・レッドウィングスがイースタン・カンファレンスに移動し、イースタン・カンファレンス16チーム(1地区8チーム)、ウェスタン・カンファレンス14チーム(1地区7チーム)でリーグを行うことになった。

- 2017-2018から2023-2024
  - 2017年、ベガス・ゴールデンナイツが太平洋地区(Pacific Division)に加盟。ウェスタン・カンファレンスが15チーム(中部地区7チーム、太平洋地区8チーム)体制になる。
  - 2021年にシアトル・クラーケンが太平洋地区(Pacific Division)に参入したため、ウエスタン・カンファレンスがイーストと同じ16チーム(1地区8チーム)体制になり、同年、アリゾナ・コヨーテズが太平洋地区(Pacific Division)から中部地区(Central Division)に移動した。
- 2024-2025以降
  - 2024年にアリゾナ・コヨーテズのオーナーであるアレックス・マルーロが、チームの運営停止を発表。その後、チームの資産の一部（選手・コーチ・ドラフト指名権）は、NBAユタ・ジャズのオーナーであるライアン・スミスが買い取り、新設チームとしてユタ・ホッケークラブ（現ユタ・マンモス）が発足した。なお、コヨーテズのロイヤリティはマルーロが保有していたが、再建を断念したため、コヨーテズは正式に活動停止を発表した。コヨーテズは、北米4大プロスポーツリーグでは1978年のクリーブランド・バロンズ(NHL)以来となる、消滅したチームとなった[8]。

カナダ発祥の国内リーグであるが、近年はそのカナダに属するチームが7チームしかない。

### かつての加盟チーム
消滅したチーム及びフランチャイズ移転などにより名称変更となったチームを一覧とすると次のとおりである。年号は加盟期間をあらわす。
- トロント・アリーナズ（1917年-1919年; トロント・セントパトリックスの前身）
- オタワ・セネターズ（1917年-1934年; セントルイス・イーグルスの前身。同名のチーム1992年新設）
- モントリオール・ワンダラーズ（1917年-1918年）
- ケベック・ブルドッグス（1919年-1920年; ハミルトン・タイガースの前身）
- トロント・セントパトリックス（1919年-1926年; トロント・メープルリーフスの前身）
- ハミルトン・タイガース（1920年-1925年; ニューヨーク・アメリカンズの前身）
- モントリオール・マルーンズ（1924年-1938年）
- ニューヨーク・アメリカンズ（1925年-1941年; ブルックリン・アメリカンズの前身）
- ピッツバーグ・パイレーツ（1925年-1930年; フィラデルフィア・クウェイカーズの前身）
- デトロイト・クーガーズ（1926年-1930年; デトロイト・ファルコンズの前身）
- デトロイト・ファルコンズ（1930年-1932年; デトロイト・レッドウイングスの前身）
- フィラデルフィア・クウェイカーズ（1930年-1931年）
- セントルイス・イーグルス（1934年-1935年）
- ブルックリン・アメリカンズ（1941年-1942年）
- ミネソタ・ノーススターズ（1967年-1993年; ダラス・スターズの前身）
- カリフォルニア・シールズ（1967年; オークランド・シールズの前身）
- オークランド・シールズ（1967年-1970年; カリフォルニア・ゴールデンシールズの前身）
- カリフォルニア・ゴールデンシールズ（1970年-1976年; クリーブランド・バロンズの前身）
- アトランタ・フレームス（1972年-1980年; カルガリー・フレームスの前身）
- カンザスシティ・スカウツ（1974年-1976年; コロラド・ロッキーズの前身）
- クリーブランド・バロンズ（1976年-1978年; ミネソタ・ノーススターズと合併）
- コロラド・ロッキーズ（1976年-1982年; ニュージャージー・デビルスの前身）
- ハートフォード・ホエーラーズ（1979年-1997年; カロライナ・ハリケーンズの前身）
- ケベック・ノルディクス（1979年-1995年; コロラド・アバランチの前身）
- ウィニペグ・ジェッツ（1979年-1996年; アリゾナ・コヨーテズの前身）
- アトランタ・スラッシャーズ（1999年-2011年; ウィニペグ・ジェッツの前身）
- アリゾナ・コヨーテズ(1996年-2024年)

## トロフィーと賞
NHLには、プレーオフ戦の優勝チームに与えられるスタンレー・カップや、ウェスタン・カンファレンス優勝チームに対する クラレンス・S・キャンベル・ボウル、イースタン・カンファレンス優勝チームに授与されるプリンス・オブ・ウェールズ・トロフィーの他にも、次のような数多くの賞がある。得点王など成績に応じて定まる賞、選手やチームマネージャーが選ぶ一部の賞を除けば、各賞の選出はプロホッケー記者協会 (Professional Hockey Writer's Association) が行う。
- アート・ロス記念賞 (Art Ross Memorial Trophy) - レギュラーシーズンでのリーグポイント王
- ビル・マスタートン記念賞 (Bill Masterton Memorial Trophy) - 忍耐及びスポーツマンシップ
- カルダー記念賞 (Calder Memorial Trophy) - 新人王
- コーン・スマイス賞 (Conn Smythe Trophy) - プレイオフ最優秀選手賞
- フランク・J・セルケ賞 (Frank J. Selke Trophy) - 最優秀守備的フォワード選手
- ハート記念賞 (Hart Memorial Trophy) - レギュラーシーズン最優秀選手賞
- ジャック・アダムス賞 (Jack Adams Award) - 最優秀コーチ賞
- ジェームス・ノリス記念賞 (James Norris Memorial Trophy) - 最優秀ディフェンス選手
- キング・クランシー記念賞 (King Clancy Memorial Trophy) - リーダーシップ、人道的貢献
- レディー・ビング記念賞 (Lady Byng Memorial Trophy) - 能力とスポーツマンシップの融合した選手
- テッド・リンジー賞 (Ted Lindsay Award) - 観客の選ぶ最も顕著な選手
- モーリス・“ロケット”・リシャール賞 (Maurice 'Rocket' Richard Trophy) - レギュラーシーズン最多ゴール賞
- NHL プラス/マイナス賞 (NHL Plus/Minus Award) - 最高プラス/マイナス統計
- プレシデンツトロフィー (Presidents Trophy) - レギュラーシーズン最高成績チーム
- ロジャー・クロージャー・セイビンググレイス賞 (Roger Crozier Saving Grace Award) - ゴーリーの最高セーブ率
- ウィリアム・M・ジェニングス賞 (William M. Jennings Trophy) - 最少失点ゴーリー（25試合以上の出場が条件）
- ヴェジーナ賞 (Vezina Trophy) - チームマネージャーの投票による最も顕著なゴーリー（1980-1981シーズンまでは、最小失点ゴーリーに与えられたが、ジェニングス賞にその選出基準を譲った。）

また、かつて1949-1950シーズンまでは、オブライエン賞 (O'Brien Trophy) という賞も存在した。
さらに、1966年以来、米国内のホッケー界に対する貢献を称える賞として、レスター・パトリック賞 (Lester Patrick Trophy) が授与されている。
選手は、引退後3年経過すると、ホッケーの殿堂入り選手を選考するための投票を受ける資格ができる。ただし、過去には、その選手の業績が顕著であると認められる場合には、この3年間の猶予期間をないものとすることも可能だったことがあり、この方法により10名の選手が選出されている。1999年のウェイン・グレツキーを最後に、この特例ルールは廃止された。
このほか、NHLのオールスター戦において、第1チーム及び第2チームのメンバー（各6名）に選抜されることも名誉とされる。この選抜はファン投票ではなく、目の肥えたプロホッケー記者協会の会員の投票によるものである。

## 会長・コミッショナー
- フランク・カルダー (Frank Calder, 1917年 - 1943年) 初代会長
- レッド・デュトン (Red Dutton, 1943年 - 1946年) 第2代会長
- クラレンス・キャンベル (Clarence Campbell, 1946年 - 1977年) 第3代会長
- ジョン・ジーグラー (John Ziegler, 1977年 - 1992年) 第4代会長
- ギル・シュタイン (Gil Stein, 1992年 - 1993年) 第5代会長
- ギャリー・ベットマン (Gary Bettman, 1993年 - ) 初代コミッショナー

## テレビ放映権
テレビ放映権は、アメリカ・カナダともに全国放送やポストシーズンに限りリーグが管轄し、ローカル放送はチームが放送局と直接契約を結んでいる。そのため、レギュラーシーズン、ポストシーズン全試合の放映権を管轄しているNFLと違い、チームによって放映権料収入は大きく異なる。
アメリカ国内ではESPN（一部はABC）TNT/tbsで放送される。カナダ国内ではスポーツネット、CBCの『ホッケー・ナイト・イン・カナダ』やTSN、RDSで主に放送される。スタンレー・カップファイナルは全米ではABCとTNTで隔年ごとに、カナダではスポーツネット、CBC・TVAで放送。
2016年よりリーグ公式配信サイトにて全世界向けにライブ配信を実施している。2021-22シーズンはアメリカ国内では「ESPN+」、カナダ国内では「NHL LIVE」、その他の国・地域では「NHL.TV」による配信となっている。
日本では、1990年代よりNHK BSやWOWOW、J SPORTSなどで放送されていたが、円高ドル安の影響による放映権料の高騰、更に日本にNHL人気が根付かなかったことなどにより、2012年以降は放送されておらず、また2016年から日本で配信されたDAZNも、目下のところNHL中継の配信予定はなく（オーストリア・ドイツ・イタリアにて配信）、事実上日本国内では前述のNHL.TV以外の手段でNHL中継を視聴することは出来なくなっている。

## 下部組織相当のリーグ
以下のリーグ戦はそれぞれNHL本体は運営せずそれぞれ独立採算方式の独立リーグ（セミプロ）として運営している。
- AHL
- ECHL
- CHL
- WCHL
- SEHL
- WHA2